# McFadden Barn
La McFadden Barn est une grange du comté de Chaffee, dans le Colorado, aux États-Unis. Construite vers 1900-1901, elle fait partie d'un ranch situé dans les environs de Buena Vista. Elle est inscrite au Registre national des lieux historiques depuis le 31 mars 2022.